# Sinha
Antônio Naelson Matias, meglio noto come Sinha o Zinha (Itajá, 23 maggio 1976), è un ex calciatore brasiliano naturalizzato messicano, di ruolo centrocampista.

## Carriera

### Club
Iniziò a giocare in Brasile con l'América Mineiro. Trasferitosi in Messico nel 1998, giocò con il Monterrey per una stagione, prima di passare al Toluca. In pochi anni acquisì la cittadinanza messicana.

### Nazionale
Debuttò con la nazionale messicana l'8 settembre 2004 contro Trinidad e Tobago. Prese parte alle Olimpiadi di Atene. Nel 2005 disputò la Confederations Cup segnando un gol contro il Giappone, marcatura che permise al Messico di vincere quella partita e di ottenere il quarto posto finale. Ha giocato anche nella Gold Cup. Convocato per il campionato del mondo 2006, ha realizzato una rete contro l'Iran. Si tratta della prima segnatura di un naturalizzato messicano in un campionato del mondo di calcio.

## Palmarès

### Club

#### Competizioni nazionali
- Campionato messicano: 5

Toluca: Verano 2000, Apertura 2002,  Apertura 2005,  Apertura 2008, Bicentenario 2010
- Campeón de Campeones: 2

Toluca: 2003, 2006

#### Competizioni internazionali
- CONCACAF Champions' Cup: 1

Toluca: 2003

### Nazionale
- Gold Cup: 1

2011

### Individuale
- Pallone d'oro (Messico): 2

Apertura 2008, Bicentenario 2010